# 镰鼬

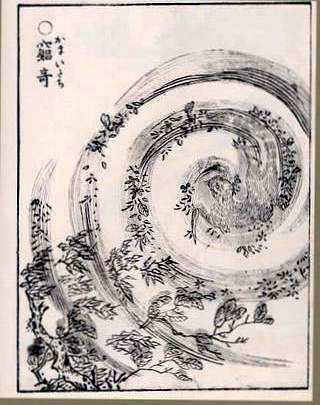
镰鼬（鸟山石燕绘）

镰鼬是日本甲信越地方传说中的一种妖怪，会以旋风的形态出现，并用镰刀般的爪子袭击人。被害者的皮肤虽然会被划开很长的伤口，但是不会感到一丝疼痛。
鐮鼬在日文中有时也写成「穷奇」，是一种传说中的风妖，原来并没有固定的汉字写法，其原文「かまいたち」的解释也多种多样。在鸟山石燕的画作《画图百鬼夜行》的“阴之章”中描绘的“镰鼬”，是一种形似鼬鼠的妖怪，这也就成为了“镰鼬”这一词的来源。
在《和漢三才圖繪》中，鼬鼠也视作妖怪的一种。它们在夜里聚集成群，产生出火柱，火柱消失的地方就会发生火灾。还有，当鼬用后腿直立起身体、盯着人的面部看的时候，传说它会像狐狸一样去数人的眉毛，从而使人产生幻觉。

## 镰鼬传说的传播
与“会使人受伤的魔风”相关的传说，在日本的中部以及近畿地方都有发现，尤其是冬季较长有积雪覆盖的地区。一些地方甚至把旋风就叫做镰鼬。根据传说，这种妖怪会使人摔倒，并使摔倒的人的腿上留下类似割伤的伤口。在信越地方，镰鼬是与灾神联系在一起的，传说如果踩到了节这种怪物，就会被镰鼬所伤。在飞騨地区的丹生川流域，镰鼬是由3个妖怪构成的。为首的妖怪使人摔倒，第二个妖怪用刀划开人的皮肤，第三个妖怪立刻在伤口上敷药。因此伤口既无疼痛感也不会出血。关于这种三个妖怪的构成，随着地区不同，它们的关系也有兄弟、父母与孩子等等的说法。在奈良的吉野郡，镰鼬会把人推倒并且咬伤，使人留下不流血的伤口。
近代的研究表明，在旋风的中心地带形成的真空或超低压区域中，会发生皮肤以及肌肉撕裂的现象。这种科学的见解很快就随着镰鼬的传说而广泛流传开来。在日本的漫画和动画领域里，经常会出现由于旋风而在物体表面留下类似切割痕迹的描写。但是，事实上皮肤是一层十分结实的组织，从物理学的角度来看，由旋风而产生能使人的皮肤发生撕裂的气压差是几乎不可能的。而且，在发生过类似镰鼬袭击的事件中，完全没有衣物或相关物品被割裂的报告。从这些事实来看，现代的理论认为，镰鼬现象不是旋风压差的问题，而是由于皮肤表面水分蒸发吸热而导致的皮肤表面变冷，进而产生组织变性后皮肤撕裂的生理学现象。镰鼬传说多发生在寒冷地区，这也从侧面证明了这个理论。
在外国的文献记述中，基本没有发现类似日本的镰鼬现象。

## 與鐮鼬具有直接或間接關係的作品
- 镰鼬之夜（恐怖惊魂夜）
- 怪奇大作战
- 地狱老師
- 神奇寶貝(口袋妖怪)
- 戰鬥陀螺第二季
- 假面骑士响鬼
- GS美神 极乐大作战!!
- 火影忍者 - 参见砂隱忍者手鞠
- 鴉karas
- 獸兵衛忍風帖 - 龍寶玉篇（招式）
- 潮與虎（旧译名：魔力小馬）
- 怪醫黑傑克
- The Prince of Tennis - Yanagi Renji
- 鬼太郎
- 妖怪少爺
- 忍者战队隐连者
- 侍战队真剑者
- 龙族-参见卡塞尔学院学生凯撒
- 天川天音的否定公式-參見否定公式一一零八二·切斷現象·［鐮鼬］
- ONE PIECE -參見「海賊貴公子」白馬·卡文迪許
- 名侦探柯南（参见漫画909—912话、動畫第808-809集〈鐮鼬旅館〉）
- 阴阳师 (游戏)
- 手裏劍戰隊忍忍者
- 妖怪旅館營業中(庭園師兼密探)
- Template:遊戲王ARCV(妖仙獸)
- 妖怪学校的新人教师